# Плантация
Плантацията (от англ. plant – растение), още разсадник, е голямо селскостопанско имение, което редовно използва наемен труд за производство на култури за продажба: памук, кафе, чай, какао, кокосови орехи, захарна тръстика, сизал, тютюн, растително масло, плодове, каучук и други.
Обикновено плантациите се намират в тропични или субтропични региони. Това не включва семейно или местно селско стопанство, занимаващо се с производство за местно потребление. В някои държави, определението може да не включва предприятия, чиято площ е по-малко от 5 хектара и в които работят не повече от 10 работници по всяко време през календарната година.
В миналото, на територията на плантацията често е разположена къща, в която живеят земевладелците и служи като символ на цялата плантация. Плантационните комплекси в Юга на САЩ, а и в други райони са големи и скъпи архитектурни творби.
Сред първи примери за плантации са латифундия в Римската империя, които произвеждат големи количества вино и зехтин за износ. Плантационното земеделие нараства бързо с увеличаването на международната търговия и разработването на световната икономика, която последва разширяването на европейските колониални империи. Както повечето икономически дейности, тя се променя с течение на времето. Политиките на протекционизма често допринасят за определянето на местоположението на плантациите. Собствениците на плантациите често са били чужденци, но също и корпорации. Собствениците принадлежат най-вече към горните слоеве на обществото, докато работниците принадлежат към долните му слоеве. До 19 век работниците в плантации са основно роби.